# Olibrus stuporatus
Olibrus stuporatus là một loài bọ cánh cứng trong họ Phalacridae. Loài này được Lyubarsky miêu tả khoa học năm 1994.